# جیمز د ولف
جیمز د ولف (به انگلیسی: James De Wolf) سناتور سابق عضو حزب دموکرات ایالات متحده آمریکا بود. وی در سال ۱۸۲۱ تا ۱۸۲۴ و ۱۸۲۴ تا ۱۸۲۵ میلادی سناتور ایالت رود آیلند در سنای ایالات متحده آمریکا بود.